# Блуждаещ нерв
Блуждаещият нерв (на латински: nervus vagus) е десетият черепномозъчен нерв. Служи за връзка на мозъка с показателите на сърцето, белите дробове и стомашно-чревния тракт. Блуждаещите нерви всъщност са два, но обикновено за тях се говори в единствено число. Това е най-дългият нерв на вегетативната нервна система. Блуждаещият нерв има четири основни функции: сетивна (от гърлото, сърцето, белите дробове и корема), специална сетивна (осигурява усещане за вкус зад езика), двигателна (осигурява функции за движение на мускулите в шията, отговорни за преглъщането и речта) и парасимпатикова (отговаря за работата на стомашно-чревния тракт, дишането и сърдечната честота).